# Championnats d'Europe de triathlon 2005
Navigation
Édition précédente Édition suivante
Les championnats d'Europe de triathlon 2005 sont la vingt-et-unième édition des championnats d'Europe de triathlon, une compétition internationale de triathlon sous l'égide de la fédération européenne de ce sport. L'épreuve est constituée de 1 500 mètres de natation, 40 kilomètres de vélo puis 10 kilomètres de course à pied.
Cette édition se tient dans la ville suisse de Lausanne et elle est remportée par le français Frédéric Belaubre chez les hommes et par la portugaise Vanessa Fernandes chez les femmes.

## Palmarès

### Hommes
| Rang               | Triathlète        | Temps           |
| ------------------ | ----------------- | --------------- |
| Médaille d'or      | Frédéric Belaubre | 1 h 55 min 56 s |
| Médaille d'argent  | Cédric Fleureton  | 1 h 56 min 0 s  |
| Médaille de bronze | Sven Riederer     | 1 h 56 min 10 s |
| 4                  | Sylvain Dodet     | 1 h 56 min 12 s |
| 5                  | Tim Don           | 1 h 56 min 16 s |
| 6                  | Jan Frodeno       | 1 h 56 min 21 s |
| 7                  | Andrea D'Aquino   | 1 h 56 min 40 s |
| 8                  | Axel Zeebroek     | 1 h 56 min 50 s |
| 9                  | Andrew Johns      | 1 h 57 min 4 s  |
| 10                 | Stuart Hayes      | 1 h 57 min 8 s  |

### Femmes
| Rang               | Triathlète        | Temps           |
| ------------------ | ----------------- | --------------- |
| Médaille d'or      | Vanessa Fernandes | 2 h 7 min 39 s  |
| Médaille d'argent  | Ana Burgos        | 2 h 8 min 27 s  |
| Médaille de bronze | Nadia Cortassa    | 2 h 9 min 2 s   |
| 4                  | Ainhoa Murúa      | 2 h 10 min 7 s  |
| 5                  | Virginie Jouve    | 2 h 10 min 28 s |
| 6                  | Lenka Zemanová    | 2 h 10 min 28 s |
| 7                  | Mieke Suys        | 2 h 10 min 29 s |
| 8                  | Eva Dollinger     | 2 h 10 min 30 s |
| 9                  | Elizabeth May     | 2 h 10 min 30 s |
| 10                 | Tania Haiböck     | 2 h 10 min 34 s |